# مارتونیز
مارتونیز یک مهاجم فوتبال اندونزیایی است که در حال حاضر برای تیم جوانان اسپورتینگ لیسبون بازی می‌کند.
شهرت او بیشتر مرهون آن است که پس از سونامی فاجعه بار ۲۰۰۴ در اندونزی، که منجر به مرگ ۲۳۰۰۰۰ نفر شد، هنگامی که او را از زیر آوار خارج نمودند پیراهن روی کاستا در تیم ملی پرتغال بر تن او بود و همین مسئله باعث شد بازیکنان پرتغال وی را تاکنون تحت قیومیت خود بگیرند.
به طوری که کریستیانو رونالدو یک خانه برای او خرید. او در آن زمان تنها ۷ سال داشت.

## دوران حرفه‌ای
او برای PSAP Sigli در اندونزی بازی کرد؛ و در ژوئیه ۲۰۱۵ به اسپورتینگ لیسبون پیوست.
او در مورد باشگاه گفت: «این رویایی بود که به حقیقت پیوست و من می‌خواهم مسیر کریستیانو رونالدو را دنبال کنم.»